# إيثيل فينيدات
إيثيل فينيدات هو منبّه ومشابه بنيوي قريب من ميثيل فينيدات.
تقوم هذه المادة بدور مثبط استرداد للدوبامين وللنورإبينفرين، مما يرفع من تركيز هذه النواقل العصبية في الدماغ.
يستقلب إيثيل فينيدات إلى ميثيل فينيدات وحمض الريتالينيك، وتتم العملية في الكبد عبر تفاعل أسترة تبادلية.